# 藍住町立藍住東小学校
藍住町立藍住東小学校（あいずみちょうりつ あいずみひがししょうがっこう）は、徳島県板野郡藍住町勝瑞字成長にある公立小学校。

## 概要
藍住町に4つある小学校のうちの1つ。児童は藍住町立藍住東中学校へと進学する。

## 教育目標
豊かな心と明るく、楽しく、たくましく生きる力をもった子どもを育成する。校訓は明るく、楽しく、たくましく。めざす子ども像は、「あかるく 自分からあいさつする子」、「いつも おもいやりのこころで なかよくする子」、「ひとくふうして からだをきたえる子」、「がんばって 何でも食べる子」、「しっかり かんがえて べんきょうする子」。

### 最寄駅
- JR高徳線勝瑞駅

## 関係する学校
- 藍住町立藍住東中学校

## 通学区域が隣接している学校
- 藍住町立藍住北小学校
- 徳島市応神小学校
- 北島町立北島小学校
- 鳴門市堀江南小学校
- 鳴門市板東小学校